# فابیو پکیا
فابیو پکیا (به ایتالیایی: Fabio Pecchia) (زادهٔ ۲۴ اوت ۱۹۷۳) بازیکن پیشین فوتبال و سرمربی کنونی فوتبال اهل ایتالیا است.
از باشگاه‌هایی که در آن بازی کرده‌است می‌توان به باشگاه فوتبال آسکولی، باشگاه فوتبال تورینو، باشگاه فوتبال یوونتوس، باشگاه فوتبال فروزینونه، باشگاه فوتبال فوجا، باشگاه فوتبال بولونیا، باشگاه فوتبال روبور سیه‌نا، باشگاه فوتبال سمپدوریا، باشگاه فوتبال کومو، باشگاه فوتبال آولینو و باشگاه فوتبال ناپولی اشاره کرد.
وی همچنین در تیم‌های ملی فوتبال زیر ۲۱ سال ایتالیا و زیر ۲۱ سال ایتالیا بازی کرده‌است.